# Jaroslav Smolka
Jaroslav Smolka (* 8. April 1933 in Prag; † 19. August 2011 ebenda) war ein tschechischer Komponist und Musikwissenschaftler.

## Leben
Jaroslav Smolka begann seine Studien an der Prager Karls-Universität und an der Akademie der musischen Künste in Prag (AMU), wo Karel Janeček sein Lehrer in Musiktheorie war. 1953 schloss er sein Kompositionsstudium bei Václav Dobiáš an der AMU und 1956 mit einer Diplomarbeit über Ladislav Vycpálek und dessen Kantate „Über die letzten Dinge des Menschen“ sein Studium der Musikwissenschaft an der Karls-Universität ab. 1960–1964 war er Doktorand im Fach Musikgeschichte bei Mirko Očadlík, wobei er mit einer Dissertation zum Thema „Tschechische Kantate und Oratorium in der Zeit zwischen den beiden Weltkriegen“ promovierte. Bereits ab 1962 lehrte er selbst Musikgeschichte an der AMU, aufgrund seiner nicht regimekonformen Haltung konnte er jedoch erst 1982 Dozent und 1991 Professor werden. 1991–2004 war er Leiter der Abteilung für Theorie und Geschichte der Musik, 1997–2004 Direktor des Instituts für Musiktheorie der Fakultät für Musik der AMU. 1996–2001 war Smolka Dramaturg der Tschechischen Philharmonie. Außerdem arbeitete er als Redakteur für die Musikverlage und Schallplattenlabels Supraphon und Panton.
Neben seinem kompositorischen Schaffen veröffentlichte Smolka eine Vielzahl musikwissenschaftlicher Bücher und Studien, darunter eine Biographie über Jan Dismas Zelenka. Zudem war er Mitarbeiter an einer mehrbändigen Monographie über Bedřich Smetana. Als Herausgeber arbeitete er an kritischen Ausgaben von Werken aus dem tschechischen Barock bis zu Leoš Janáček. Sein Sohn Martin Smolka ist ebenfalls Komponist. Jaroslav Smolka starb am 19. August 2011 in Prag und wurde im Krematorium auf dem Friedhof Prag–Motol verabschiedet.

## Kompositionen (Auswahl)

### Oper
- Hra o zuby (Spiel über Zähne). Libretto: Zdeněk Mahler und Josef Brukner (1977–1978)

### Sonstige Vokalwerke
- Majoran im Feld. Sechs Lieder nach Volksdichtung für Gesang und Klavier (1954, rev. 1974)
- Unter diesem blauen Himmel. Zehn Kinderchöre nach Gedichten von František Hrubín mit Soli, Flöte und Klavier (1960)
- Der Hahn sitzt über der Wolke. Zyklus nach Gedichten von Vítězslav Nezval für Kinder- oder Frauenchor a cappella (1964)
- Perspektiven. Sechs Lieder nach Gedichten von Jan Skácel für Gesang und Klavier (1971)
- Lieder über Wellen. Zyklus nach Gedichten von Rainer Maria Rilke, Fráňa Šrámek und Vítězslav Nezval für gemischten Chor a cappella (1971)
- Gloria in excelsis Deo für Kinderchor und Violoncello (2000)
- Das Fest des Kaisers von Abessinien. Konzertarie nach Worten von Bohumil Hrabal aus dem Roman „Obsluhoval jsem anglického krále“ (Ich habe den englischen König bedient) für mittlere Stimme und Klavier (2002)
- Drei Lieder nach eigenen Gedichten für mittlere Stimme und Viola (2002–2003)
- Das Fest des Kaisers von Abessinien. Konzertarie, Fassung für mittlere Stimme und Orchester (2005)

### Orchester
- Nur keine Angst. Konzert für Violoncello und Orchester (1979–1983)
- Dialog tvarů (Dialog der Formen). Sinfonie basierend auf dem gleichnamigen Fotobildband von Vladimír Uher und Milan Pavlík über die Architektur des barocken Prag für großes Orchester (1989)

### Kammerorchester, Streichorchester, Kammerensemble
- Fugensuite nach tschechischen Anonymi des 18. Jahrhunderts für Streichorchester (1974)
- Inrefuco für drei Trompeten, drei Posaunen und Pauken (1979)
- Neoklassische Ouvertüre für Kammerorchester (1981)
- Choralvorspiel für Kammerorchester (1982)
- Per archi. Partita für zwölf Streichinstrumente (1983)
- Aus Smetanas Motiv-Notizheft. Suite für Kammerorchester (1985)

### Duo und Kammermusik
- 2. Streichquartett (1963–1965)
- Reflexe. Trio für Violine, Klarinette und Klavier (1966)
- 3. Streichquartett „HOPAKAJU“ (1976–1984)
- Zpěvobajky a květomluva (Fabelgesänge und Blumengespräche). Zehn kleine Stücke nach Gedichten von Robert Desnos für Bläserquintett (1980)
- Allegro balladico für Violoncello und Klavier (1982)
- Partita für Bläserquintett (1987)
- Ehre sei den barocken Meistern für zwei Violoncelli (1991)
- Duetti per violini für zwei Violinen (2000)
- Duetti per clarinetti für zwei Klarinetten (2000)
- 4. Streichquartett „Ze Šumavy 2001“ (Aus dem Böhmerwald 2001) (2001)
- Pastoralsuite für Blechbläserquintett (2003)

### Instrument solo
- Sonate für Bassklarinette (1976)
- 2. Sonate für Klavier „Kontraste“ (1978–1979)
- Metamorphosen. Zyklus für Orgel (1980)
- Mlha sklíčenosti (Nebel der Verzweiflung). Fantasie nach der letzten Skizze von Bedřich Smetana für Viola (1982)
- Partita für Orgel (1987)
- Laureolae. Drei Stücke für Violoncello (2001)
- Sonate für Klarinette (2002–2003)
- Buch der Metalle, Hölzer und Häute. Zyklus für einen Schlagzeuger (2006–2007)